# شرکت صبا فولاد زاگرس
شرکت صبا فولاد زاگرس در تاریخ ۱۵ مرداد ۱۳۹۳ با حضور وزیر صنعت، معدن و تجارت در شهرستان بروجن افتتاح شد. این کارخانه با سرمایه‌گذاری ۹۴۵ میلیارد ریال و ۱۴ میلیون یورو ارزی تکمیل و آماده بهره‌برداری شده‌است.

## تاریخچه
کارخانه صبا فولاد زاگرس در کیلومتر جاده بروجن شهرک سفید دشت چهار محال بختیاری واقع است. این کارخانه اکنون یعنی در فاز اول مقاطع فولادی به ظرفیت ۴۲۰ هزار تن در سال اجرا می‌کند طراحی‌های تفصیلی این کارخانه از شرکت‌های CVS RM و SIMENSE می‌باشد. خط تولید شامل کوره پیشگرم نوع فشاری به همراه ۱۸ قفسه نوردی؛ سامانه ترمیکس؛ سامانه خنک‌کننده و سامانه بسته‌بندی خودکار می‌باشد. پس از اینکه محصولات خروجی در آزمایشگاه کنترل کیفیت مورد آزمایش‌های کشش و خمش قرار گرفت گواهی کیفیت صادر می‌گردد. برنامه فاز دوم احداث کارخانه فولادسازی به هدف تولید شمش فولادی است که در مرحله مذاکره و عقد قرارداد برای خرید تجهیزات و ماشین‌آلات مربوطه می‌باشد.
این واحد صنعتی ظرفیت تولید سالیانه ۱۰۰ هزار تن میلگرد را دارد. با بهره‌برداری رسمی از این کارخانه زمینه اشتغال مستقیم ۹۰نفر فراهم می‌شود.

## محصولات
میلگردهای آج‌دار فولادی برای تقویت سازه‌های بتنی و تولید انکر بولت استفاده می‌شود. صبا فولاد زاگرس تولیدکننده میله گردهای فولادی با کربن کم و متوسط و فولادهای کم آلیاژ می‌باشد. همچنین با بهره‌گیری از سامانه ترمیکس استحکام کششی میله گردها بر اساس استانداردهای بین‌المللی افزایش می‌دهد.

## سیر تحولات
رئیس سازمان صنعت، معدن و تجارت چهارمحال و بختیاری در ۳ تیر ۱۳۹۶ گفت: با توجه به اینکه فروشندگان شمش که مواد اولیه این کارخانه است را با قیمت بیشتری به خارج صادر می‌کنند و حاضر به فروش با قیمت قبل به کارخانه فولاد زاگرس نیستند لذا تولید میلگرد در این کارخانه دیگر به صرفه اقتصادی نیست.
روز سوم تیر ۱۳۹۶ شمار ۱۲۰ کارگر کارخانه صبا فولاد زاگرس در مقابل اداره صنعت و معدن و تجارت استان چهار محال بختیاری در اعتراض به اخراجشان تجمع کردند. کارگران ادعا می‌کنند که کارفرما برای کم کردن هزینه‌های کارخانه به بهانه عدم نیاز اقدام به اخراج آن‌ها کرده‌است.